# Лівадія (стадіон)
«Муніципальний стадіон Лівадії» (грец. Δημοτικό Στάδιο Λιβαδειάς) — багатофункціональний стадіон у місті Лівадія, Греція, домашня арена ФК «Левадіакос».
Стадіон побудований та відкритий 1952 року. У 2005 році, у зв'язку з виходом «Левадіакоса» до Суперліги, здійснено капітальну реконструкцію, у ході якої арену приведено до вимог ліги. Модернізовано трибуни, на яких встановлено окремі пластикові крісла, облаштовано конференц-зал та прес-центр, встановлено систему освітлення. У 2009 році облаштовано VIP-місця на основній трибуні.
Потужність арени становить 6 500 глядачів. Рекорд відвідування арени встановлено у 1987 року під час матчу між «Левадіакосом» та «АЕКом» у рамках чемпіонату Альфа Етнікі. Тоді за грою спостерігало 7 631 глядач.